# Florentino Pérez

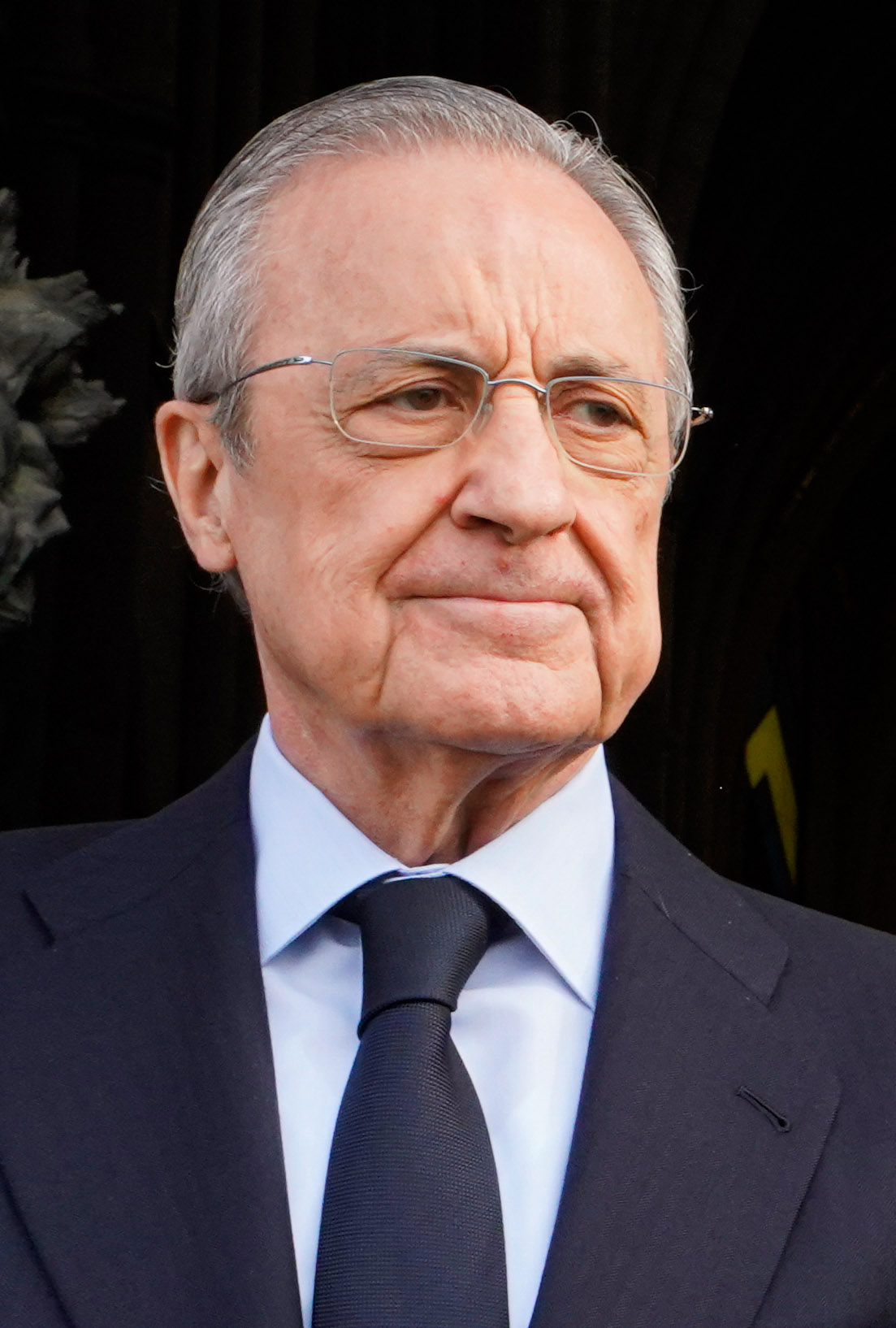
Florentino Pérez, 2022.

Florentino Pérez Rodriguez, född 8 mars 1947 i Hortaleza, Madrid, är en spansk affärsman och idrottsledare. I fotbollsvärlden blev han berömd när han var president för fotbollsklubben Real Madrid CF åren 2000-2006. Den 1 juni 2009 blev Perez för andra gången president för Madridklubben.

## Karriär
Perez som har blivit förmögen i fastighetsbranschen försökte bli president i Real Madrid redan 1995, men förlorade knappt till den sittande presidenten Ramón Mendoza. Liksom ärkerivalen FC Barcelona är Real Madrid medlemsägd och det är medlemmarna som röstar fram ordföranden, presidenten, i val där alla myndiga medlemmar är röstberättigade. År 2000 blev Perez vald som president för Real Madrid. En av Perez vallöften var att värva FC Barcelonas superstjärna Luis Figo. Real Madrid värvade Figo samma år som Perez tillträdde som president. Detta kostade madridklubben 10 miljarder pesetas, vilket motsvarade drygt 500 miljoner kronor i dåtidens växelkurs. Detta var den dyraste övergången i fotbollshistorien när den genomfördes. 
Följande år värvade Perez Zinedine Zidane (2001), Ronaldo (2002) och David Beckham (2003), Zidane kostade motsvarande ca 700 miljoner kronor i dåtidens växelkurs och var fram till sommaren 2009 den dyraste övergången någonsin. Real Madrid blev nu känt som Los galacticos (det "galaktiska laget") och man vann spanska ligan 2001 och 2003, samt UEFA Champions League 2002. Följande tre år uteblev dock titlarna vilket var en smärre katastrof för den spanska storklubben och Perez avgick 2006. Florentino Pérez kritiserades av många kritiker för att han sparkade tränaren Vicente Del Bosque efter ligasegern 2003 och samtidigt gjorde sig av med lagkaptenen Fernando Hierro efter 14 år i klubben. Även beslutet att sälja den franska mittfältaren Claude Makélélé till Chelsea FC 2003 fick kritik. 
Ramon Calderon vann presidentvalet sommaren 2006 och Real Madrid vann ligan både 2007 och 2008, däremot uteblev framgångarna i Champions League där Real Madrid inte gick längre än till åttondelsfinal 2005-2010. Detta i kombination med att Calderon misslyckades att infria vallöften att värva brasilianaren Kaká och portugisen Cristiano Ronaldo och avslöjande av ekonomiska oegentligheter gjorde att Calderon tvingades avgå mitt under säsongen 2008/2009. Tillförordnade presidenten Vicente Boluda utlyste nyval till sommaren 2009 och rykten uppstod snabbt att Perez tänkte kandidera.
14 maj 2009 tillkännagav slutligen Perez att han tänkte ställa upp i valet och han ansågs vara favorit att vinna valet. Till slut blev det inget val alls på grund av att de andra kandidaterna av olika anledningar drog sig ur valkampanjen och Perez återinstallerades som president 1 juni 2009. Zinedine Zidane fick en viktig roll som rådgivare till Perez och klubbens ansikte utåt, numera tränare i klubben. När Perez offentliggjorde att han tänkte ställa upp avslöjade han ytterst lite om vilka spelare han tänker försöka värva om han vinner valet, men utlovade ett "spektakulärt projekt" vilket många tolkade som att han planerade att spendera stora belopp för att återigen göra Real Madrid till en av världens bästa klubblag.
4 juni 2009 rapporterade spansk media att Perez köpt superstjärnan Kaká från AC Milan för 56 miljoner pund, eller 65 miljoner euro (drygt 700 miljoner kronor), nästan lika mycket som Real Madrid betalade för Zinedine Zidane. Affären bekräftades fyra dagar senare.. Endast tre dagar efter detta bekräftade Manchester United FC att man accepterat ett bud från Real Madrid på 80 miljoner pund, ca en miljard kronor i den dåvarande växelkursen, för Cristiano Ronaldo, den högsta summan någonsin vid en fotbollsövergång.. Övergången bekräftades i slutet av juni 2009. 
Utöver köpen av Kaká och Cristiano Ronaldo värvade Florentino Perez sommaren 2009 även försvarsspelaren Raúl Albiol från Valencia CF och anfallsspelaren Karim Benzema från Olympique Lyonnais. Perez spenderade 220 miljoner euro, ca 2,3 miljarder kronor på ovannämnda kvartett. Han lyckades också få José Mourinho som Real Madrids nya tränare från och med säsongen 2010/2011. I juli 2013 anställde Perez italienaren Carlo Ancelotti som ny tränare efter Mourinho.
Sommaren 2013 blev ryktena alltmer intensiva att Real Madrid under Perez ledning än en gång är beredd att betala en rekordsumma för att köpa Gareth Bale från Tottenham. Detta bekräftades den 2 september samma år.